# Pješački jurišni znak
Pješački jurišni znak (njemački: Infanterie Sturmabzeichen) bio je njemački ratni znak koji se dodjeljivao pripadnicima Waffen SS-a i Wehrmachtovog Heeresa tijekom Drugog svjetskog rata

## Povijest
Odlikovanje je ustanovio feldmaršal Walther von Brauchitsch 20. prosinca 1939., a oblikovao ga je C. E. Junker iz Berlina. Znak je prvo bio odlikovanje koje se dodeljivalo u srebru i dobio bi je svaki vojnik pješaštva koji je dostigao određeni stupanj osposobljenosti. Kasnije u tijeku rata ustanovljen je i znak u bronci s istim uvjetima za pripadnike tenkovskih i jedinica motoriziranog pješaštva. U vrijeme rata dodijeljeno je oko 941 000 ovog odlikovanja.

## Dizajn
Znak je sastavljen od ovalnog vijenca hrastovog lišća kojeg na dnu povezuje vrpca s pet okomito poređanih kružića. Na vrhu je orao koji u kandžama drži svastiku. Svaki hrastov list na dršci ima po dva žira. Dijagonalno po sredini znaka nalazi se minijatura puške Mauser Karabiner 98 s bajunetom. Kundak puške se nalazi u donjem desnom, a bajuneta u gornjem lijevom rubu vijenca, stršeći pomalo preko ruba. Remen puške visi tako da stvara luk koji lijepo popunjava prazan prostor znaka. Znak je izrađen izuzuetno precizno počevši od listova pa sve do posledljeg detalja na pušci.
Znak je dimenzija 46 milimetra širine i 63 milimetra visine i blago konveksnog oblika. Izrađena je u dva oblika: reljefna (sa šupljom zadnjom stranom) i puna. Na zadnjoj strani u gornjem dijelu je pričvršćena igla, a na donjoj željezni držač igle. Oblik i patent zatvaranja su ovisili od proizvođača.
Oblik izrađen 1957., isti je kao i raniji oblici ovoga odlikovanja, jedina razlika je uklonjena svastika.

## Materijali
Materijali upotrbljeni pri izradi znaka su bili različiti. Raniji znakovi su izrađeni od kvalitetnih izlivaka koji su bili izliveni u kalupe pod pritiskom ili izrađene tehnikom kovanja. Kasnije u ratu su zbog nedostatka kvalitetnih materijala počeli su se rabiti manje kvalitetniji odlivci koji su samo prefarbani odgovarajućom bojom.

## Stupnjevi

### Srebro
Srebrni stupanj osnovan je 20. prosinca 1939. od strane zapovjednika OKH-a, feldmaršala von Brauchitscha, a dodjeljivan je vojnicima pješaštva po sljedećim uvjetima:
- Sudjelovanje u tri ili više jurišnih napada.
- Sudjelovanje u tri ili više pješačkih protunapada.
- Sudjelovanje u tri ili više oružanih izviđačkih operacija.
- Sudjelovanje u borbi čovjek na čovjeka na napadačkom položaju.
- Sudjelovanje u povratu borbenih položaja u tri ili više dana.

### Bronca
Brončani stupanj osnovan je 1. lipnja 1940. Dodjeljivan je motoriziranim oklopnim trupama po sljedećim uvjetima:
- Sudjelovanje u tri ili više jurišnih napada motoriziranog pješaštva.
- Sudjelovanje u tri ili više protunapada motoriziranog pješaštva.
- Sudjelovanje u tri ili više oružanih izviđačkih operacija motoriziranog pješaštva.
- Sudjelovanje u borbi čovjek na čovjeka motoriziranog pješaštva na napadačkom položaju.
- Sudjelovanje u povratu borbenih položaja motoriziranog pješaštva u tri ili više dana.

## Izrađivači
Znakove su kroz rat proizvodile mnoge tvrtke koje su bile pod državnim nadzorom i imale su svoje razpoznatljive oznake koje nisu bile obvezno utisnute u značke.
| Skraćenica | Naziv trvtke              | Mjesto                                              |
| ---------- | ------------------------- | --------------------------------------------------- |
| FZS        | Fritz Zimmerman und Sohne | Liebenscheid, Porajnje i Falačka, Njemačka          |
| BSW        | Gebruder Schweiger        | Beč, Austrija                                       |
| S.H.u.Co.  | Sohni, Heubach & Co       | ?                                                   |
| WH         | Walter & Henlein          | ?                                                   |
| JFS        | Josef Feix Sohne          | Jablonec, Ústečki kraj, Češka                       |
| A          | Assmann und Sohne         | Liebenscheid, Porajnje i Falačka, Njemačka          |
| C.W.       | Carl Wilde                | Hamburg, Njemačka                                   |
| R.S.S.     | Richard Simm & Sohne      | Jablonec, Ústečki kraj, Češka                       |
| R.S.       | Rudolf Souval             | Beč, Austrija                                       |
| F.O.       | Freidrich Orth            | Beč, Austrija                                       |
| WH         | Hefmann Wernstein         | Јena, Tiringija, Njemačka                           |
| F.L.L.     | Friedrich Linden          | Liebenscheid, Porajnje i Falačka, Njemačka          |
| C.E.       | Juncker                   | Berlin, Njemačka                                    |
| AS         | Adolf Schilze             | Grunwald, Poznań, Velikopoljsko vojvodstvo, Poljska |
| H.A.       | Hermann Aurich            | Dresden, Saska, Njemačka                            |
| GWL        | Gebruder Weger            | Liebenscheid, Porajnje i Falačka, Njemačka          |

## Obilježja izrađivača
Na znaku se mogu naći obilježja izrađivača odlikovanja, a ona su sljedeća:
1, 2, 3, 4, Assmann, BSW, CW, DH Aurich, FO, FLL L/61, FZS, GWL, H,  JB & Co., JFS, L/10, L/18, L/51, L53, L/56, MK 1, MK 2, R.S., RSS, S.H.u.Co 41, W.H., ÜÜ Wiedmann.

## Vanjske poveznice
- (njem.) Lexikon der Wehrmacht